# Rina De Liguoro

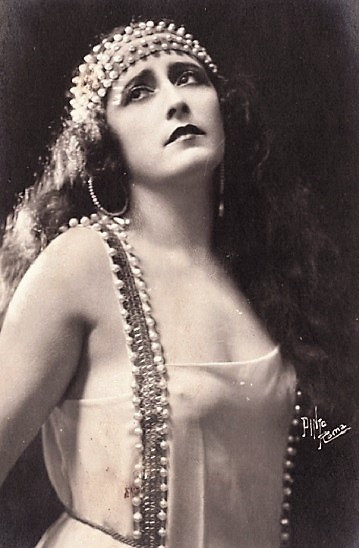
Rina De Liguoro in Quo vadis? (1924)

Rina De Liguoro, gebürtig Elena Caterina Catardi (* 24. Juli 1892 in Florenz, Italien; † 15. April 1966 in Rom) war eine italienische Pianistin und Schauspielerin mit großen Erfolgen beim Stummfilm der 1920er Jahre.

## Leben und Wirken
Die Tochter eines sardischen Beamten erlernte zunächst das Klavierspiel und machte sich anschließend in ihrer Heimat einen Namen als Konzertpianistin. 1918 heiratete sie den italienischen Schauspieler Wladimiro De Liguoro, dessen Vater ein bekannter Stummfilmregisseur war, und nahm seinen Nachnamen an. Bereits 29 Jahre alt, debütierte Rina De Liguoro als Schauspielerin vor der Kamera. Nach ihren Anfängen unter der Regie von Gaston Ravel trat die Florentinerin mehrfach unter der Regie ihres Gatten an, spielte aber auch in Inszenierungen bekannter italienischer Regisseure wie Mario Bonnard, Augusto Genina und Carmine Gallone.
De Liguoro entwickelte sich in jenen späten Jahren zum Inbegriff der „großen Leinwanddiva“: Mit großem Gestus und leidenstarker wie leidenschaftlicher Mimik konnte sie ihre größten Erfolge in ausufernden, bildstarken Historienepen feiern, darunter Messalina (Titelrolle) von Enrico Guazzoni, Quo Vadis? von Georg Jacoby; „Garibaldi“ von Aldo Debenedetti, „Die letzten Tage von Pompeji“ von Carmine Gallone, Casanova von Alexander Wolkoff und Cagliostro von Richard Oswald. Stippvisiten führten die Künstlerin in der ausgehende Stummfilmzeit auch in Berliner und Wiener Ateliers. In diesen rund fünf Jahren arbeitete sie mit Europas damaligen Topstars zusammen, darunter der Deutsche Emil Jannings, der Russe Iwan Mosjukin und die beiden Ungarn Victor Varconi und María Corda.
Kurz nach der Einführung des Tonfilms in Italien ging Rina de Liguoro in die USA, um ihr Glück in Hollywood zu versuchen. Zwar erhielt sie gleich zu Beginn eine recht kleine Filmrolle an der Seite Greta Garbos, doch konnte sich die Italienerin hier, wo man De Liguoro primär in spanischsprachigen Versionen amerikanischer Filme einsetzte, nicht wirklich durchsetzen. In der spanischen Fassung von „Chicken Comes Home“, „Politiquerías“, trat sie an der Seite von Laurel und Hardy als Freundin Oliver Hardys auf.

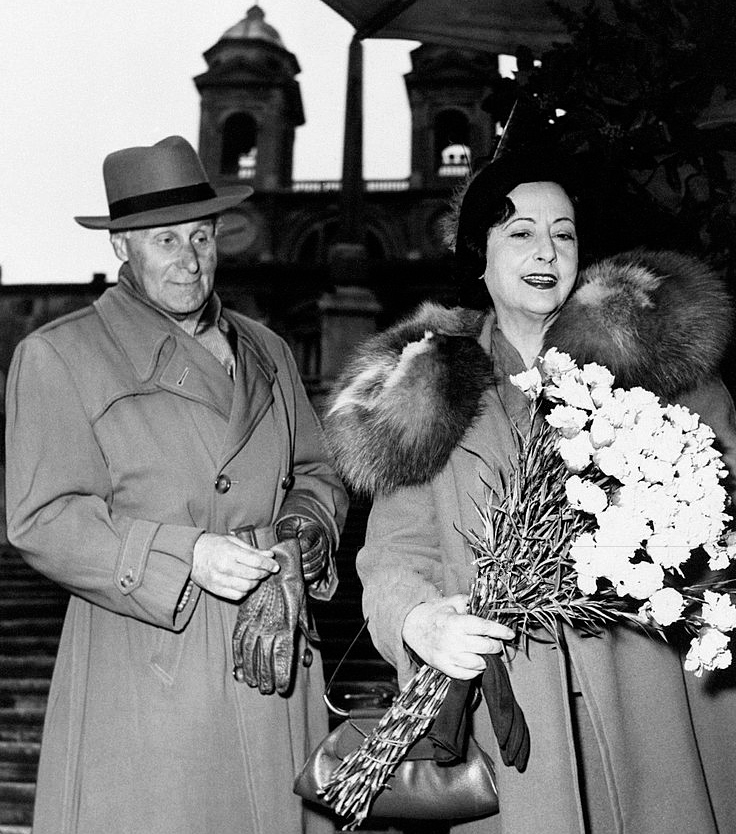
Das Ehepaar Wladimiro und Rina De Liguoro (1958)

Daraufhin besann sich die Künstlerin ihrer Ursprünge und gab als Pianistin erneut Konzerte. Bei Ausbruch des Zweiten Weltkriegs kehrte das Ehepaar De Liguoro nach Italien zurück. Dort konnte sie, mittlerweile nun über 50 Jahre alt, an ihre frühen Erfolge der 1920er Jahre nicht mehr anschließen und erhielt nur noch winzige Rollen angeboten. 1956 war sie Filmpartnerin von Gloria Swanson in der Klamotte Neros tolle Nächte. Sechs Jahre darauf gab sie ihre Abschiedsvorstellung auf der großen Leinwand als Filmpartnerin eines weiteren Hollywood-Stars, Burt Lancaster, in der epischen und bildgewaltigen Literaturverfilmung Der Leopard.

## Filmografie
- 1921: Saracinesca
- 1922: Rabagas
- 1923: Savitri
- 1923: Messalina
- 1924: Maremma
- 1924: Quo Vadis?
- 1924: Die schweigende Nonne (La via del peccato)
- 1925: Mutter, verzeih mir (Il focolare spento)
- 1925: Die letzten Tage von Pompeji (Gli ultimi giorni di Pompei)
- 1926: Bufera (auch Produktion)
- 1926: Garibaldi,
- 1927: Il vetturale del Moncenisio
- 1927: Casanova
- 1927: Der geheimnisvolle Spiegel
- 1928: Andere Frauen
- 1928: La bella corsara
- 1929: Cagliostro
- 1929: Mese mariano
- 1930: Madam Satan
- 1930: Assunta Spina
- 1930: Romanze (Romance)
- 1931: Politiquerías
- 1931: Behold My Wife
- 1935: Angelina o el honor de un brigadier
- 1938: The Mad Empress
- 1942: Luisa Sanfelice
- 1947: Caterina da Siena
- 1947: Ritrovarsi
- 1949: Buffalo Bill a Roma
- 1950: Morgen ist ein anderer Tag (Domani è un altro giorno)
- 1956: Neros tolle Nächte (Mio figlio Nerone)
- 1963: Der Leopard (Il gattopardo)